# L'Attaque de Fort Grant
Pour plus de détails, voir Fiche technique et Distribution.
L'Attaque de Fort Grant (Fuerte perdido) est un western spaghetti espagnol sorti en 1964, réalisé par José Maria Elorrieta.

## Synopsis
Une caravane en chemin vers l'Arizona traverse le territoire des Apaches. Elle est attaquée par les guerriers apaches. Les survivants se réfugient dans un fort voisin pour résister aux Apaches qui les harcèlent.

## Fiche technique
- Titre français : L'Attaque de Fort Grant
- Titre original espagnol : Fuerte perdido
- Genre : Western spaghetti
- Réalisation : José Maria Elorrieta (sous le pseudo de J. Douglas)
- Scénario : José Maria Elorrieta, José Luis Navarro
- Musique : Fernando García Morcillo
- Production : José Luis Gamboa pour P.C. Alesanco
- Photographie : Pablo et Paul Ripoll
- Format d'image : 2.35:1
- Montage : Antonio Gimeno
- Durée : 92 min
- Pays :  Espagne
- Année de sortie : 1964
- Langue originale : espagnol
- Date de sortie en salle en France : 20 septembre 1965[1]

## Distribution
- Germán Cobos (sous le pseudo de Herry Cobb) : Herry Cobb
- Mariano Vidal Molina (sous le pseudo de John Sullivan) : Joffren
- Aldo Sambrell : James
- Luis Villar : Juez de Paz
- Cris Huerta : Arthur
- Frank Braña : John